# Séisme de 1928 de Corinthe
Le séisme de 1928 de Corinthe est un séisme qui a touché la région de Corinthe en Grèce le 22 avril 1928.

## Phénomènes sismiques
Près de 26 secousses ont précédé la secousse principale, dont deux à 21 h 1 et 21 h 59 d'une puissance assez importante. Celles-ci ont permis d'alerter la population, et donc de limiter le bilan humain.
La secousse principale frappe, quant à elle, au soir du 22 avril 1928, à 22 h 14.
Les répliques sismiques sont assez nombreuses les jours suivants, et 77 sont dénombrées lors des deux jours suivants.

## Secours
Une opération internationale d'aide aux sinistrés est mise en place. La France envoie le croiseur léger Strasbourg ainsi que le torpilleur Mistral.